# 卡羅爾·格魯茨基
卡羅爾·格魯茨基（波蘭語：Karol Gruszecki，1989年11月4日—），波蘭籃球運動員，現在效力於波蘭籃球聯賽球隊Basket Zielona Góra。他也代表波蘭國家籃球隊參賽。